# Black Beauty (1994)
Black Beauty ist ein Abenteuerfilm der Regisseurin Caroline Thompson aus dem Jahr 1994 und die fünfte Verfilmung des einzigen Romans der britischen Schriftstellerin Anna Sewell, welche mit ihrem Buch auf das traurige Schicksal der Arbeitspferde aufmerksam machen wollte. Der Film wurde zwischen August und Oktober 1993 in Buckinghamshire und in den Pinewood Studios in London gedreht. Die Hauptrolle spielte das Pferd Docs Keepin Time.

## Handlung
Die Geschichte wird von Black Beauty, einem schwarzen Hengst mit einem weißen Stern auf der Stirn, in der Ich-Form erzählt. Der Film beginnt mit Black Beautys Geburt im Stall des Bauern Grey und endet mit dem Gnadenbrot bei Joe Green, einem früheren Stalljungen, der Black Beauty und die anderen Pferde bei der Gutsbesitzerfamilie Gordon betreute.
Nach einer unbeschwerten Jugend an der Seite seiner Mutter kommt das Tier mit  drei Jahren zu einer Gruppe anderer Fohlen auf die Weide und mit vier Jahren wird es mit viel Geduld und Hafer seitens des Bauern an Beißstange, Sattel und Halfter gewöhnt. Nur schwer kann das junge Pferd sich mit der Ausbildung zum Reitpferd abfinden, doch schließlich gefällt ihm dieses Einswerden mit Grey als Reiter sogar.
Schließlich verkauft Grey das junge Pferd an Squire Gordon, der mit seiner Familie, Frau und drei Kindern, auf einem großen Anwesen lebt. Die kränkliche Dame des Hauses, Mrs. Gordon gibt dem Pferd den Namen Black Beauty. Er erhält eine Stallbox zwischen der roten hochmütigen Stute Ginger, für die er sofort Zuneigung empfindet, und dem Pony der Kinder, Merrylegs. Ginger schnappt anfangs ständig nach ihm, ignoriert ihn später allerdings weitgehend.
Die beiden Pferde Ginger und Beauty freunden sich erst miteinander an, als Beauty, der auch als Wagenpferd dient (manchmal gemeinsam mit Ginger) nach einer stürmischen nächtlichen Heimfahrt mit der Kutsche im Regen sehr krank wird. Squire war mit Stallmeister John unterwegs gewesen und bei sintflutartigem Regen war eine Brücke überflutet worden; das Pferd ahnte, dass sie morsch war und weigerte sich weiterzugehen. Als John das Tier an den Zügeln hinüberziehen wollte, rutschte er aus, das Geländer brach und er stürzte ins Wasser. Mr. Gordon zog ihn mit Hilfe Black Beautys aus den Fluten. Der triefend nasse John gab daheim seinem Neffen, dem Stalljungen Joe Green, den Auftrag, das Pferd zu versorgen. Dieser gab dem erhitzten und durstigen Pferd in seiner Unwissenheit kaltes Wasser zu trinken, anstatt es erst trocken zu reiben. Nur langsam wird das Tier wieder gesund, liebevoll betreut von Joe, der es täglich besucht, als Beauty zur Erholung längere Zeit auf der Koppel verbringt.
Mit der Kutsche, bei der Ginger und Black Beauty vorgespannt sind, fährt das Ehepaar Gordon zusammen mit John und Joe zu einem Ärztespezialisten, der weit weg wohnt. Wegen der Entfernung bleiben sie über Nacht weg und die Tiere sind in einem fremden Stall eingestellt. Aufgrund unachtsam verstreuten, glosenden Pfeifentabaks bricht ein Brand aus. Joe rettet zuerst Beauty, dann Ginger, in letzter Sekunde aus den Flammen. Black Beauty muss er erst die Augen verbinden, damit er sich herausführen lässt, da er seine Freundin Ginger nicht alleine zurücklassen will.
Dass Black Beauty von Rennpferden abstammt kann er beweisen, als seine Herrin plötzlich sehr krank wird und der Arzt schnellstens geholt werden muss. Black Beauty wird gesattelt und galoppiert wie der Wind los und auch zurück legt er sich ins Zeug. Zwar kann der Arzt gerade noch rechtzeitig helfen, aber Mrs. Gordon bleibt weiterhin krank und so muss die Familie England verlassen und in eine Gegend mit milderem Klima ziehen. 
Alle Pferde werden verkauft, Merrylegs wird vom Vikar geholt. Black Beauty kommt gemeinsam mit Ginger zu einer äußerst reichen und vornehmen Familie, zu Lord und Lady Wexmire. Hier werden Pferde allerdings nicht so gut behandelt, ihre Köpfe müssen nach der neuesten Mode des 19. Jahrhunderts hoch gebunden werden, was ihnen große Schmerzen in den Vorderbeinen, Nacken und Rücken macht. Ihre Zügel werden auf Befehl der Lady vom Lenker der Kutsche, Mr. York, immer enger geschnallt. Besonders die freiheitsliebende Ginger leidet extrem darunter, sodass sie eines Tages verrückt wird, nur noch um sich schlägt und nie wieder als Wagenpferd verwendet wird, da die Lady nie wieder etwas mit Ginger zu tun haben will. Reuben kümmert sich um die beiden verletzten Pferde, Black Beauty hat eine tiefe Beinwunde.
Der Stallmeister Reuben Smith behandelt alle Pferde so gut und schonend als nur irgendwie möglich. Eines Tages ist er jedoch mit Black Beauty im offenen Wagen unterwegs, der laut der Lady einen neuen Anstrich brauchen würde und stellt Beauty untertags in einem fremden Stall ein, um dann später auf ihm zurückzureiten. Erst mitten in der Nacht holt er das Pferd und ignoriert die Mahnung des fremden Stallburschen, dass sich bei seinem Pferd ein Hufeisen gelockert habe und dies gerichtet werden muss. In seinem alkoholumnebelten Zustand hat er auch die allergrößte Mühe mit dem Besteigen des Pferdes – versehentlich steigt er sogar erst verkehrt auf.
In der Finsternis treibt er das Pferd in äußerster Eile durch den nachtschwarzen Wald. Der Hengst ist verwirrt über die ungewöhnliche Brutalität und Härte, die er von ihm nicht gewohnt ist. Als das Tier das lose Hufeisen verliert, strauchelt es, stürzt und sein Reiter fällt zu Boden. Beauty bleibt bei ihm stehen, bis die beiden am nächsten Tag gefunden werden.
Das Pferd ist am Bein verletzt und nachdem er nach der Heilung  nicht mehr seine ehemalige Schönheit wiedererlangt hat, wird er von der snobistischen Lady weiterverkauft.
Ginger war in der Zwischenzeit von Lord George, dem Sohn des Hauses, untrainiert bei einem Rennen geritten worden. Zum Entzücken seiner Mutter hatte dieser gewonnen, dabei aber die Stute zuschanden geritten und diese sollte laut Lord Wexham für ein Jahr auf die Weide zur Erholung.
Black Beauty arbeitet schließlich als Mietpferd und dient als Reit- und auch als Kutschenpferd. Schließlich landet er auf dem Pferdemarkt, sieht dort kurz den inzwischen erwachsenen Joe, dieser scheint ihn zwar zu hören, erblickt das Tier aber nicht.
Black Beauty selber landet nun in London bei der Familie von Jerry Barker und arbeitet als Droschkenpferd. Es ist schwere Arbeit für Black Jack, wie er nun genannt wird, tagtäglich die schwere Droschke samt Passagieren über die gepflasterten Straßen Londons zu ziehen. Aber er fühlt sich ansonsten wohl bei der vierköpfigen Familie, die eine große Zuneigung zu Tieren haben und ihn sehr liebevoll behandeln. Als Frau Barkers Freundin Dinah ihre sterbenskranke Mutter besuchen möchte, opfert Jerry seinen freien Tag, um sie mit Beauty aufs Land hinauszufahren. Herr und Pferd genießen den Tag in der freien Natur und das Pferd hat endlich wieder einmal freien Auslauf.
Eines Tages sieht er Ginger, welche nun auch als Droschkenpferd arbeitet und ihn erst gar nicht mehr erkennt. Sie ist nur noch Haut und Knochen und kurz darauf kommt sie zum Abdecker.
Jerry ist mitten im Winter für 21 Uhr zu einem Haus bestellt, um Leute von einer Gesellschaft abzuholen. Ein schwerer Husten quält ihn und als es nach Mitternacht ist, klopft er und wird von der öffnenden Person angefahren, dass die Gesellschaft gleich zu Ende sei. Er muss aber noch lange warten und wird dann von den beiden betrunkenen und unangenehmen Männern auch noch abgekanzelt. Barker bekommt ein schweres Lungenleiden und darf nie wieder eine Droschke fahren. Als die Barkers auf Dinahs Vermittlung hin weg von London und aufs Land ziehen ist es wieder einmal so weit, dass Black Beauty den Besitzer wechselt.
Er kommt zu einem Getreidehändler, wo er zwei Jahre lang als Lastenpferd arbeitet und sehr schlecht behandelt wird, bis er eines Tages die körperliche Anstrengung nicht mehr schafft und wieder auf dem Pferdemarkt landet.
Dieses Mal wird er hier von Joe Green entdeckt und gekauft. Zuerst wird er allerdings von diesem gar nicht wiedererkannt, so ausgemergelt und ausgeschunden wie er nun ist, doch Green erkennt ihn schließlich, als er sich schon abgewandt hatte zum Gehen, am Wiehern. Bei Joe erholt sich das Pferd wieder und genießt sein wohlverdientes Gnadenbrot.

## Sonstiges
Dass es sich eigentlich um ein weibliches Fohlen handelt, ist deutlich erkennbar, als das Tier einmal seinen Schweif hebt.
Ebenfalls häufig zu erkennen ist, dass die vermeintliche Stute Ginger von einem Wallach gespielt wird.

## Auszeichnungen und Nominierungen
- 1995 gewonnen den Genesis Awards in der Kategorie Feature Film
- 1995 nominiert für den Young Artist Award als Bester Familienfilm, Drama